# Pozzo di Messel

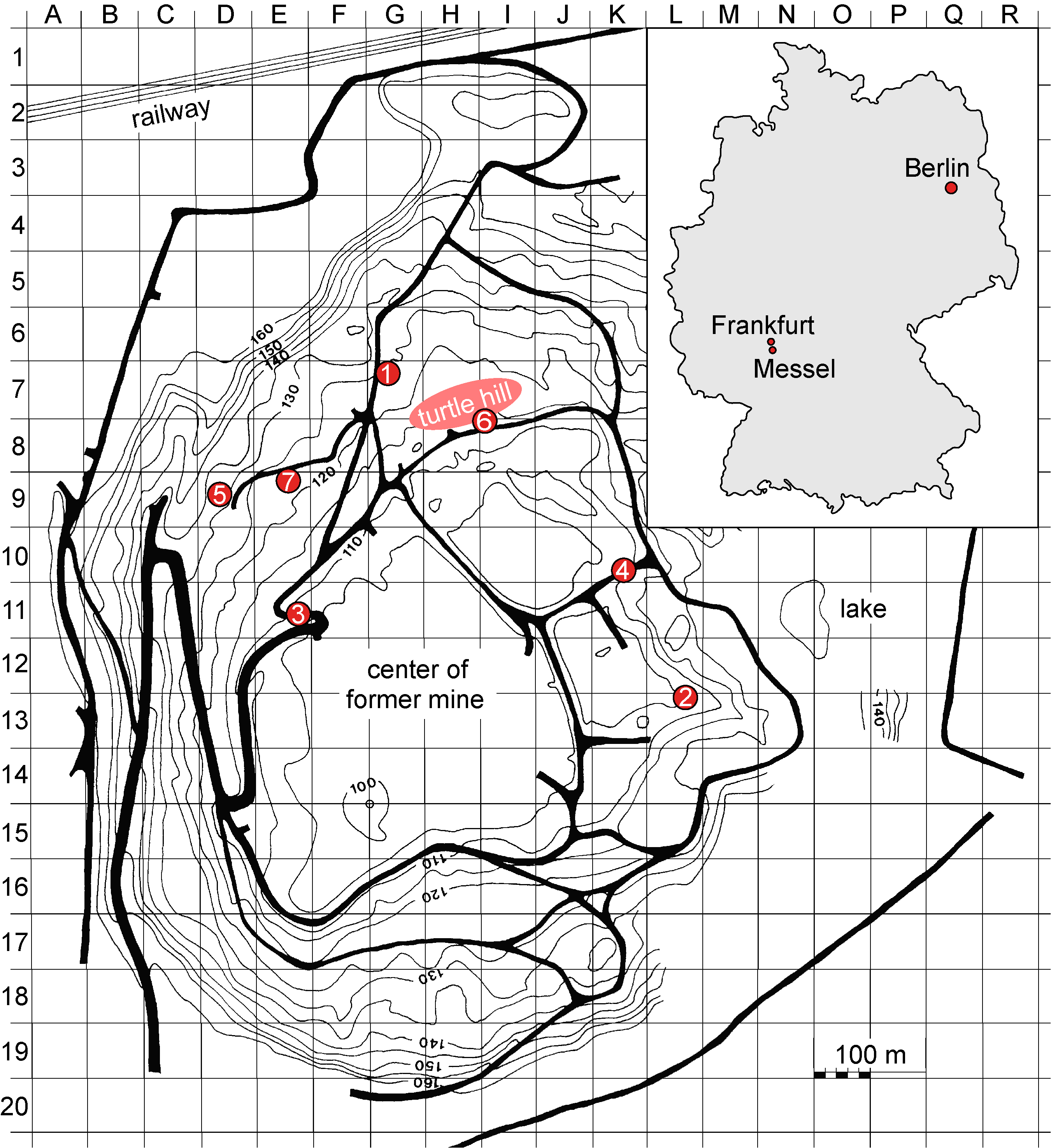
Pianta del Pozzo di Messel.

Il Pozzo di Messel (in tedesco: Grube Messel) è una miniera non più utilizzata che si trova nei pressi di Messel, una località situata nel Circondario di Darmstadt-Dieburg, 35 chilometri a sud di Francoforte sul Meno, in Germania; qui si estraevano scisti bituminosi ma, a causa dell'enorme numero di fossili che sono stati trovati, il luogo riveste una notevole importanza dal punto di vista geologico e scientifico.

Il 9 dicembre 1995 è stato inserito nell'elenco dei Patrimoni dell'umanità nel corso della 19ª sessione dell'UNESCO, unico sito incluso nella lista esclusivamente per i suoi fossili.

## Storia

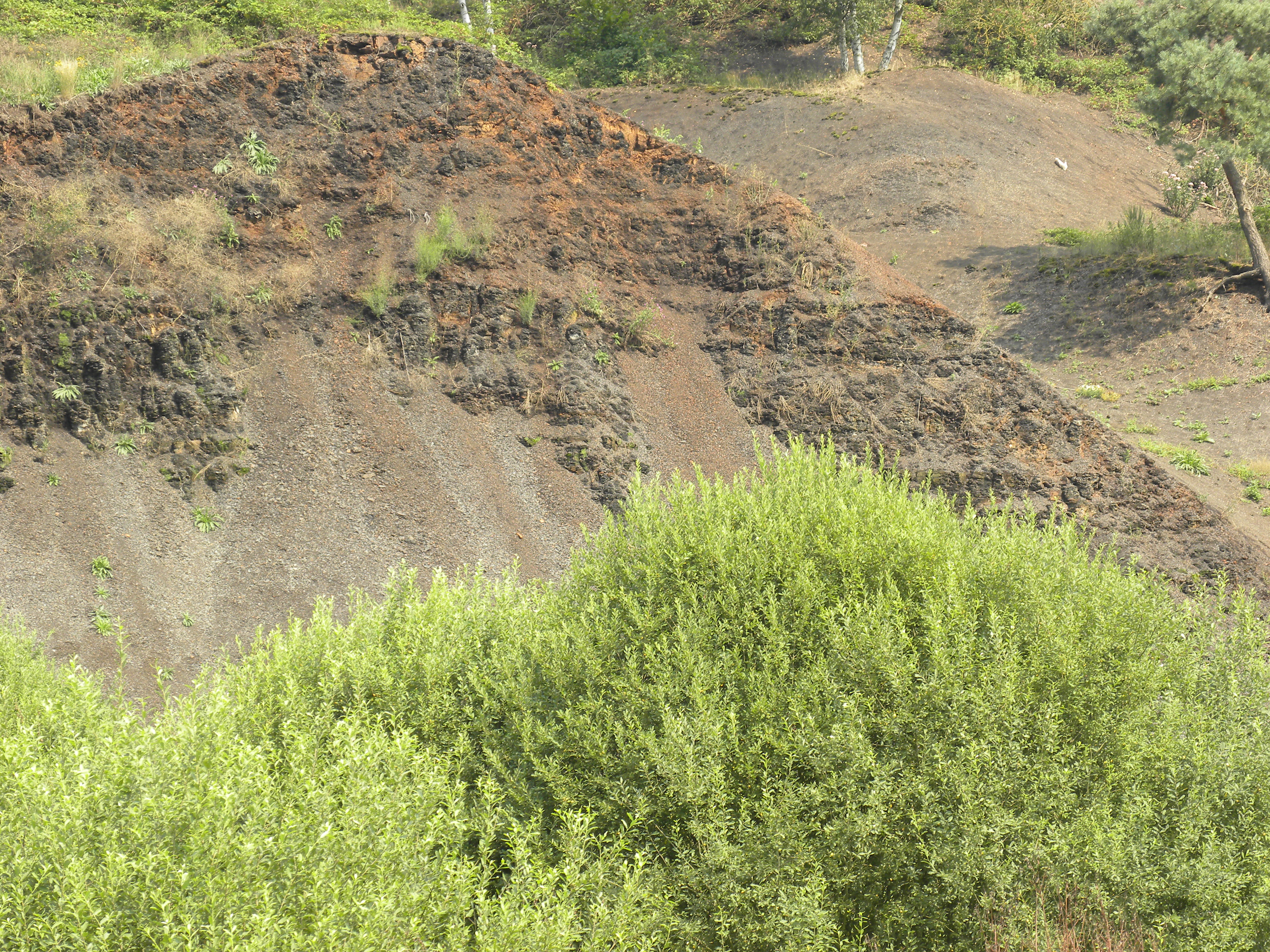
Affioramento di scisti bituminosi presso il centro del pozzo.

La lignite e successivamente gli scisti bituminosi venivano estratti intensivamente qui sin dal 1859. Il pozzo divenne noto per la ricchezza dei suoi fossili attorno al 1900, ma le escavazioni scientifiche sistematiche cominciarono solo dopo il 1970 quando, in seguito alla caduta dei prezzi del petrolio, la gestione mineraria si rivelò non più economica. L'escavazione degli scisti cessò nel 1971 per essere rimpiazzata dalla produzione di cemento; questa attività però fallì l'anno seguente. Si ipotizzò allora di utilizzare la cava come discarica di rifiuti, ma senza risultati fino a che lo stato federato dell'Assia decise alla fine di acquistare il sito per metterlo a disposizione della ricerca scientifica. Nel periodo di tempo intercorso tra la fine dell'attività estrattiva e il 1974, mentre si stava pensando di trasformare il sito in discarica, fu lasciato campo libero agli studiosi e appassionati di raccogliere fossili. Fu sviluppata la tecnica tuttora utilizzata del transfer, che permette il recupero dei fossili conservandone anche i più piccoli dettagli.
Data la straordinaria abbondanza e soprattutto la qualità dei reperti ritrovati, il 9 dicembre 1995 l'UNESCO nel corso della sua 19ª sessione decise di inserire il pozzo di Messel nella lista dei Patrimoni dell'umanità.
A partire dal 1996 gli appassionati che avevano raccolto campioni di fossili cominciarono a restituirli e fu deciso di concedere una sanatoria alla raccolta indiscriminata nella speranza che questo favorisse la restituzione di collezioni di fossili.

## Caratteristiche
Il pozzo cominciò a divenire famoso per i fossili che vi si ritrovavano agli inizi del XX secolo, ma solo negli anni settanta si iniziarono ricerche scientifiche. Esso si trova a circa 60 metri al di sotto del terreno circostante e si estende su una superficie di quasi un chilometro quadrato. La formazione del Pozzo di Messel risale a circa 50 milioni di anni fa, nell'Eocene, quando questa regione si trovava 10 gradi più a sud di dove si trova oggi, con una conseguente grande differenza sia dal punto di vista climatico che ecologico rispetto al presente. Qui c'era un gran numero di laghi, contornati da una vastissima foresta subtropicale in cui si sviluppò una notevole biodiversità animale e vegetale.
Il principale tipo di roccia che si trova nel sito è composto dagli scisti bituminosi, formatisi per il lento deposito di fango e materiale organico morto sul fondo del lago. Questi sedimenti hanno uno spessore di circa 130 metri e poggiano su una base di arenaria, di età più antica.
Probabilmente intorno al Pozzo di Messel vi era nell'Eocene una regione attiva dal punto di vista sia tettonico che geologico, che ha portato alla formulazione dell'ipotesi che eventi come quello accaduto il 21 agosto del 1986 presso il lago Nyos, in Camerun, siano stati la causa del notevole accumulo di fossili di specie non acquatiche. Periodici spostamenti sotterranei potrebbero aver causato il rilascio di notevoli quantitativi di gas velenosi (come l'anidride carbonica o composti dello zolfo) nel lago e nel circostante ecosistema; questa sarebbe poi stata la causa della morte di uccelli e pipistrelli che si trovavano vicino alla superficie dell'acqua, oltre che di animali terrestri che si trovavano nei pressi della costa del lago.

## I fossili

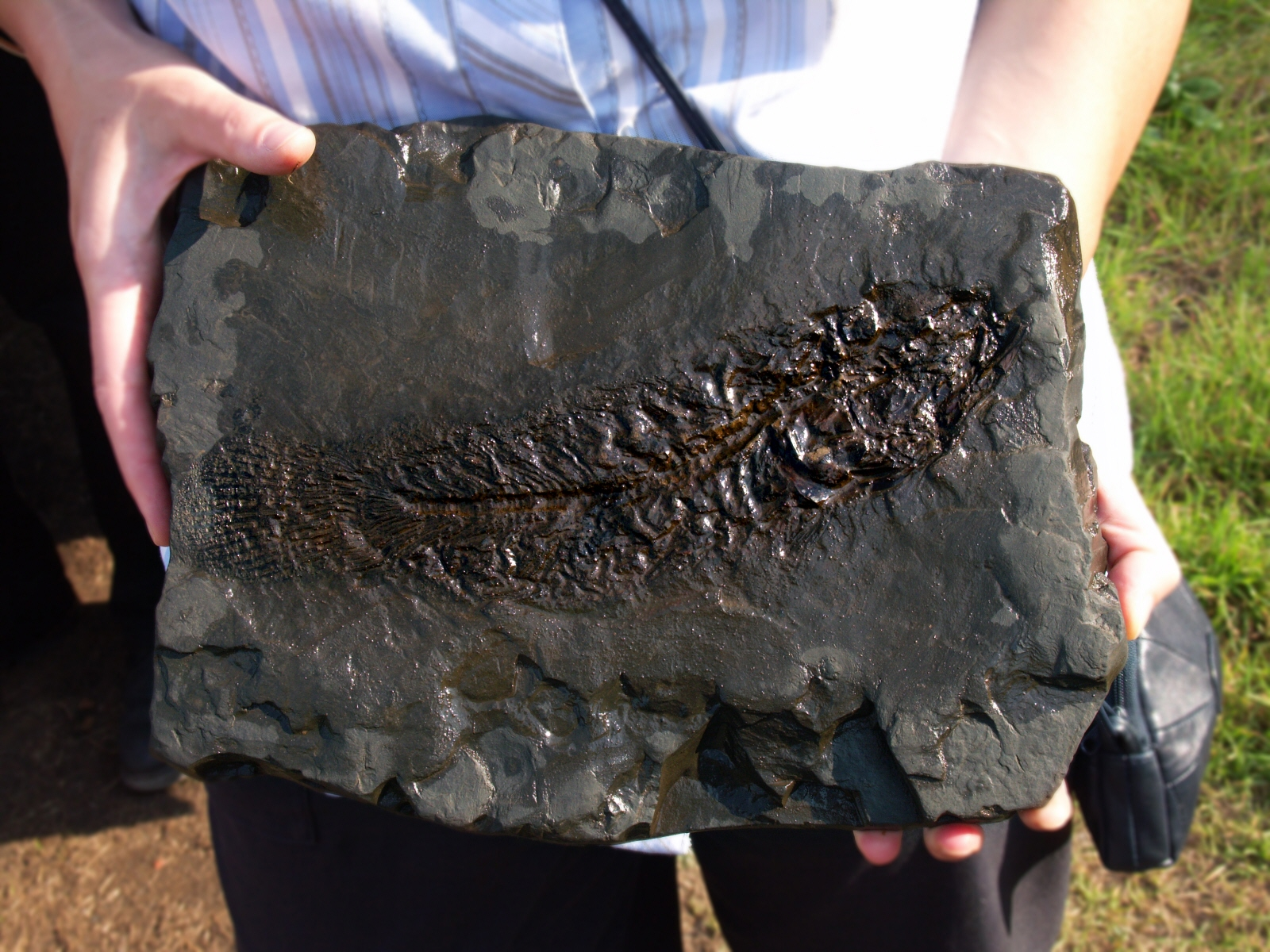
Pesce fossile rinvenuto nel sito

Nel Pozzo di Messel è stato ritrovato il più ampio campionario di flora e fauna risalente all'Eocene che si sia mai scoperto. Mentre in altri luoghi sono stati ritrovati al massimo scheletri parziali, qui per molte specie è stata ritrovata addirittura l'impronta della pelliccia, oppure le penne o la pelle nel caso di animali che vanno soggetti a periodiche mutazioni.

Di seguito vi è un breve elenco dei principali fossili trovati nel sito:
- oltre 10.000 pesci di numerose specie diverse;
- migliaia di insetti sia acquatici che terrestri, alcuni dei quali con ancora i colori che li contraddistinguevano;
- numerosissimi mammiferi di molte specie diverse, tra cui alcuni esemplari perfettamente conservati di Darwinius masillae, considerato un nuovo genere fossile di antico primate, la cui anatomia lo pone tra i progenitori del genere Homo[4];
- esemplari ben conservati di Macrocranion, piccolo mammifero insettivoro e dell'affine Pholidocercus hassiacus;
- numerosi uccelli, specialmente di specie predatorie;
- coccodrilli, rane, salamandre, tartarughe e numerose altre specie di rettili e anfibi;
- oltre 30 diverse specie di piante.

### Mammiferi

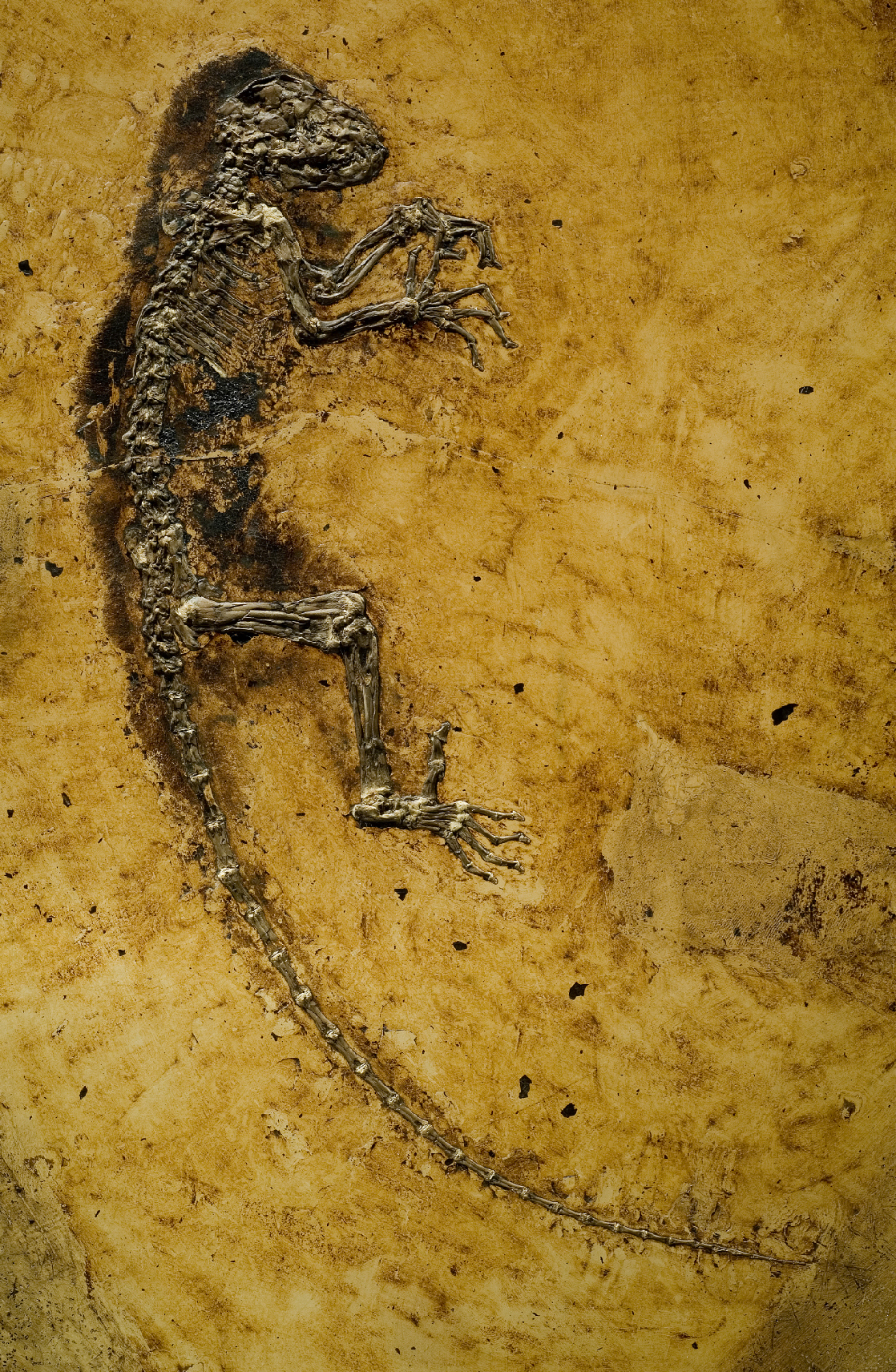
Darwinius masillae (olotipo) in ottimo stato di conservazione.

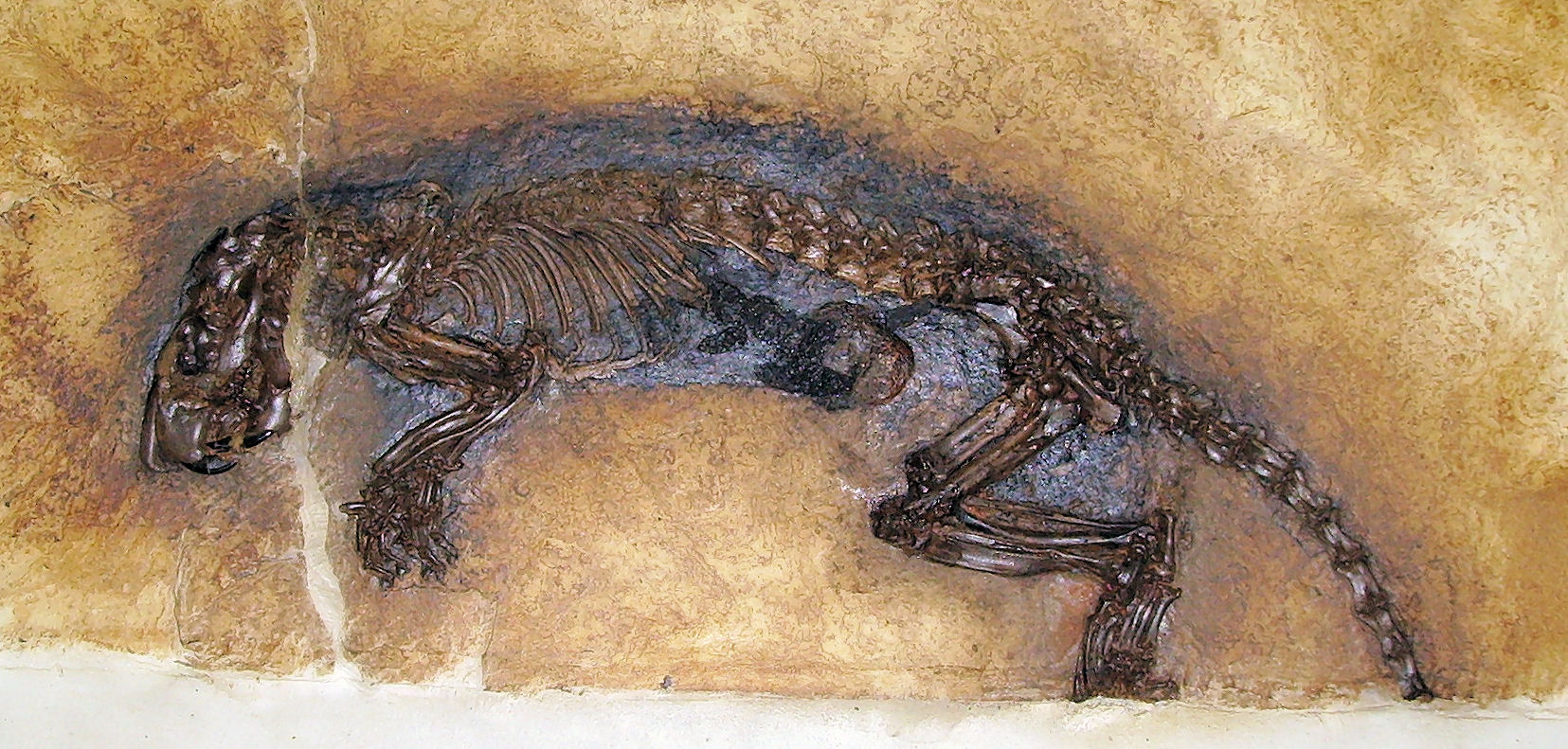
Masillamys dal Senckenberg Naturmuseum.

Darwinius masillae, identificato nel 2009 come primate basale
Kopidodon, mammifero arboricolo estinto
Leptictidium, mammifero saltatore, onnivoro, estinto, della famiglia del Leptictidium
Propalaeotherium, parente ancestrale del cavallo
Ailuravus, un roditore
Peradectes, un marsupiale
Palaeochiropteryx, un pipistrello
Lesmesodon, piccolo creodonte
Eomanis, un pangolino
Eurotamandua, simile al pangolino ma senza scaglie, si nutriva di formiche
Europolemur, un primate
Paroodectes, un primitivo mammifero carnivoro
Pholidocercus, un primitivo riccio
Macrocranion, riccio primitivo dotato di lunga coda
Masillamys, un primitivo roditore
Messelobunodon, un primitivo artiodattilo
Godinotia, un primitivo lemure o proscimmia

### Uccelli
Palaeotis, un "proto-struzzo"
Strigogyps sapea (precedentemente chiamato Aenigmavis)
Messelornis, uccello simbolo di Messel; parente del tarabuso
Masillastega, un sulide di acqua dolce
Messelastur, uccello carnivoro enigmatico, un misto tra un gufo e un falco
Palaeoglaux, gufo primitivo con penne pettorali caratteristiche
Paraprefica, un primitivo Nyctibius
Masillaraptor, un primitivo falco
Parargornis, un antenato dei colibrì
Messelirrisor, piccolo uccello simile all'upupa
Selmes (anagramma di "Messel"), un coliiforme con artigli tozzi
Gastornis (precedentemente noto come Diatryma), un grande uccello terricolo erbivoro
lithornitiforme, ancora senza nome, un paleognato simile agli Scolopacidae, il primo di questo genere del medio Eocene europeo.

### Rettili
Asiatosuchus, un grande coccodrillo
Diplocynodon, un alligatore
Hassiacosuchus, un coccodrillo durofago
Palaeopython, un serpente
Cryptolacerta, una lucertola affine alle anfisbenie
Geiseltaliellus, una lucertola affine ai Corytophanidae
Allaeochelys crassesculpta, una tartaruga
Boverisuchus, un coccodrillo terricolo.